# Sean Hayes
Sean Patrick Hayes (Chicago, Illinois, 26 de Junho de 1970) é um ator norte-americano.
Hayes estudou piano na Illinois State University, mas largou antes do final do curso. Trabalhou como pianista clássico e também como diretor musical no "Pheasant Run Theater" em Chicago. Ele também compôs músicas para o espetáculo "Antigone" no "Steppenwolf Theatre" em Chicago. Hayes participou do "The Second City improvisational Comedy troupe".
Sean mudou-se para Los Angeles em 1995, onde ele trabalhou como comediante e ator de comerciais de televisão Em 1998, participou de um comercial do biscoito Doritos, no intervalo do SuperBowl.
Sua estreia na sétima arte foi no filme independente "Billy's Hollywood Screen Kiss" (1996) que lhe trouxe certa fama e chamou a atenção dos executivos da NBC que o convidaram para participar do programa Will & Grace, que seria lançado em pouco tempo. Lá, ganhou o papel de Jack McFarland, um ator mal-sucedido, gay e extremamente afetado. Após anos interpretando um homossexual em Will & Grace, Hayes assumiu sua homossexualidade.
A série foi um sucesso e a atuação de Hayes rendeu-lhe quatro indicações ao Emmy, até que ganhou em 2000 como melhor ator coadjuvante de comédia.
O sucesso e a fama lhe deram papéis em filmes como Cats & Dogs (2001), como Jerry Lewis em Martin and Lewis (2002) e Larry Fine em The Three Stooges de 2012. Outros filmes foram Pieces of April (2003), The Cat in the Hat (2003), Win a Date with Tad Hamilton! (2004), The Bucket List (2007), Cats & Dogs: The Revenge of Kitty Galore (2010).
Ele é o caçula de cinco filhos. Sean não gosta de falar publicamente de sua vida particular:
"Quando eu interpreto Jack, gosto de saber que os outros acreditam que ele é gay. Quando interpretar um hétero, ao final de Will & Grace, quero que vocês acreditem também." -Entrevista à Etcetera.